# Архипова Анастасія Костянтинівна
Анастасíя Костянти́нівна Архи́пова (29 грудня 2003 року, Київ, Україна) — українська фігуристка, що виступає у жіночому одиночному катанні.
Дворазова Чемпіонка України з фігурного катання 2018, 2019 років. Дворазова чемпіонка України серед юніорів (2017–2018) та дворазова призерка чемпіонату України серед юніорів (2015–2016).
У 2018 році  на Чемпіонаті світу серед юніорів у старшій групі посіла 13-е місце. Учасниця чемпіонатів світу.
Станом на 28 грудня 2019 року Архипова посідає 110-е місце в рейтингу фігуристів Міжнародного союзу ковзанярів (ISU).

## Кар'єра

### Ранні роки
Народилася 29 грудня 2003 року у Києві.
Архипова почала займатися фігурним катанням у 2006 році, коли їй було 5 років. ЇЇ першим тренером була Олена Міхотіна.
Першим змаганням на всеукраїнському рівні став фінал кубка України, де у своїй віковій категорії вона посіла 7 місце.
Настя виграла «срібло» на двох чемпіонатах поспіль серед українських юніорів, посівши друге місце після Анастасії Гожви в сезоні 2015—2016 і після Софії Нестерової у сезоні 2016—2017.

### Сезон 2017—2018

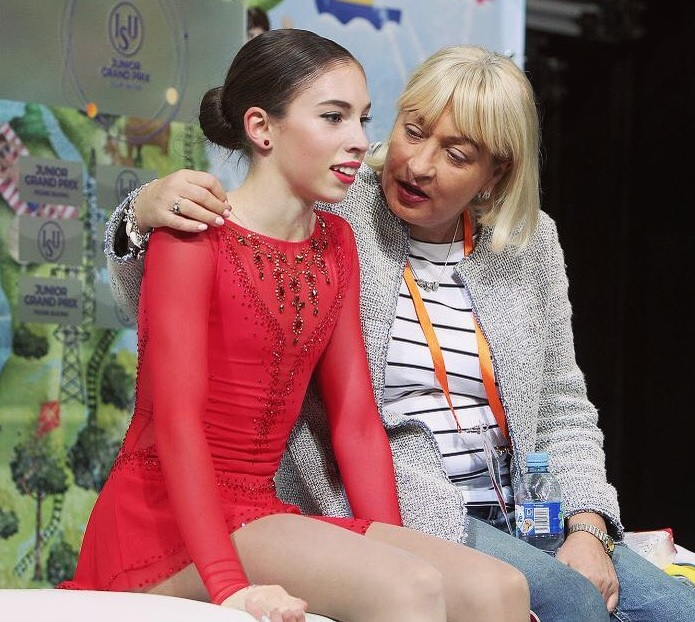
Анастасія Архіпова з тренером Мариною Амірхановою після виступу на юніорському етапі Гран-прі у Литві. 2018 рік.

Архипова почала виступати на міжнародному рівні, тренуючись у заслуженого тренера України Марини Амірханової у Києві.
Сезон 2017-2018 став її перший з юніорським рівнем на ISU змаганнях. Анастасія дебютувала на юніорському Гран-Прі (JGP) у Ризі (Латвія) у вересні 2017 року, де вона посіла 7-е місце, і досягла такого же результату у Гданську (Польща) наступного місяця.
У грудні вона виграла український національний чемпіонат, випередивши минулорічну чемпіонку Ганну Хниченкову.
Архипова також взяла золото серед українських юніорів у січні 2018 року і серед юніорів жінок на Mentor Torun Cup у лютому. У березні вона вийшла у фінал на Чемпіонаті світу серед юніорів 2018 року в Софії, Болгарія, де посіла 10-е місце в короткій програмі і 16-е місце в довільній програмі — 13-те місце у підсумку.

### Сезон 2020—2021
Архипова вперше виступала на дорослому рівні на чемпіонаті світу 2021 року в Стокгольмі. Вона отримала 45.07 балів за коротку програму, що не дозволило її відібратися у довільну програму (далі проходять лише 20 перших місць). У підсумку посіла 35 місце .

## Програми
| Сезони    | Коротка програма (Short program)                                                                    | Довільна програма (Free skating)                                            |
| --------- | --------------------------------------------------------------------------------------------------- | --------------------------------------------------------------------------- |
| 2020–2021 | - Meant у виконанні Elizaveta                                                                       | - Imagine автор John Lennon хореографія Марія Тумановська-Чайка             |
| 2019–2020 | - Meant у виконанні Elizaveta                                                                       | - Imagine автор John Lennon хореографія Марія Тумановська-Чайка             |
| 2018–2019 | - Concierto de Aranjuez Хоакіна Родріго у виконанні Ikuko Kawai хореографія Марія Тумановська-Чайка | - Imagine автор John Lennon хореографія Марія Тумановська-Чайка             |
| 2017–2018 | - Concierto de Aranjuez Хоакіна Родріго у виконанні Ikuko Kawai хореографія Марія Тумановська-Чайка | - Hana's Eyes у виконанні Maksim Mrvica хореографія Марія Тумановська-Чайка |

## Спортивні досягнення
JGP: Junior Grand Prix
| Міжнародні                                           | Міжнародні | Міжнародні | Міжнародні | Міжнародні | Міжнародні | Міжнародні | Міжнародні |
| Змагання                                             | 2015–16    | 2016–17    | 2017–18    | 2018–19    | 2019–20    | 2020–21    | 2021–22    |
| ---------------------------------------------------- | ---------- | ---------- | ---------- | ---------- | ---------- | ---------- | ---------- |
| Чемпіонати світу                                     |            |            |            |            |            | 35         |            |
| Autumn Talents Cup                                   |            |            |            |            |            |            | 3          |
| Міжнародні юніорські змагання                        |            |            |            |            |            |            |            |
| Чемпіонат світу серед юніорів (Junior Worlds)        |            |            | 13         | 17         |            |            |            |
| JGP Гран-Прі юніорів у Латвії                        |            |            | 7          |            | 12         |            |            |
| JGP Гран-Прі юніорів у Литві                         |            |            |            | 4          |            |            |            |
| JGP Гран-Прі юніорів у Хорватії                      |            |            |            |            | 12         |            |            |
| JGP Гран-Прі юніорів у Польщі                        |            |            | 7          |            |            |            |            |
| Bosphorus Cup                                        |            |            |            | 1          |            |            |            |
| MNNT Cup                                             |            |            | 1 J        |            |            |            |            |
| Таллін Трофі                                         |            |            | 2 J        |            |            |            |            |
| Національні                                          |            |            |            |            |            |            |            |
| Чемпіонат України (Ukraine Champ.)                   |            |            | 1          | 1          |            | 4          |            |
| Чемпіонат України серед юніорів (Ukraine Jr. Champ.) | 2          | 2          | 1          | 1          |            | 4          |            |
| J = Junior (юніорській рівень), TBD = Assigned       |            |            |            |            |            |            |            |

## Найкращі результати за сезонами
| Міжнародні змагання | Міжнародні змагання | Міжнародні змагання | Міжнародні змагання | Міжнародні змагання | Міжнародні змагання | Міжнародні змагання | Міжнародні змагання | Міжнародні змагання |
| Сезон               | 10–11               | 15–16               | 16–17               | 17–18               | 18-19               | 19-20               | 20-21               | 21-22               |
| ------------------- | ------------------- | ------------------- | ------------------- | ------------------- | ------------------- | ------------------- | ------------------- | ------------------- |
| Бали                | 32.5                | 143.69              | 158.58              | 191.02              | 181.09              | 142.71              | 134.61              | 117.71              |